# Ronde van Frankrijk 2008/Veertiende etappe
De veertiende etappe van de Ronde van Frankrijk 2008 werd verreden op 19 juli 2008 over een afstand van 194,5 kilometer tussen Nîmes en Digne-les-Bains. In deze etappe naderde het peloton de Alpen en moesten er twee colls van de vierde categorie beklommen worden: de Côte de Mane en de Col de L'Orme.

## Verloop
Om 12.24u. begon het peloton aan de veertiende etappe van deze tour. Stijn Devolder lag aan de basis van de eerste succesvolle vluchtpoging, net voor de eerste tussensprint. Hij kreeg 20 man met zich mee, maar ze liepen niet verder uit dan een minuutje. Omdat ze op het punt stonden ingelopen te worden, ontsnapten Rabobankrenner Bram Tankink, Sandy Casar, José Iván Gutiérrez en William Bonnet na 45 kilometer weg uit de kopgroep. Even leken zeven voormalig vluchtcompanen weer bij het viertal aan te kunnen sluiten, maar zij redden het net niet. Ze werden, net als de overige vluchters, ingehaald door het peloton.
De maximale voorsprong van het kwartet op kop was 6 minuten en 15 seconden, maar al op ruim 100 kilometer van het einde posteerden Liquigas en Team Milram enkele mannetjes op kop van het peloton. De voorsprong ging snel naar beneden: op een twintigtal kilometer werd hij gehalveerd. José Iván Gutiérrez wilde niet wachten tot het peloton zich meldde en sprong op 27 kilometer van de finish van de kopgroep weg, de anderen konden niet volgen. William Bonnet gaf het meteen op, even later werden ook Bram Tankink en Sandy Casar opgeslokt door het peloton. De Spaanse tijdritspecialist José Iván Gutiérrez hield nog lang vol maar hij werd 11 kilometer voor de finish ingehaald door de meute.
Viervoudig etappewinnaar Mark Cavendish moest lossen op de Cote de l'Orme, 10 kilometer voor de meet. Er volgden nog vele demarrages, maar geen enkele renner raakte écht weg. Het peloton was weer compleet op anderhalve kilometer van de streep. In de eindsprint won Rabobankrenner Óscar Freire en klopte Leonardo Duque en Erik Zabel.

### Tussensprints
| Tussensprint Saint-Rémy-de-Provence na 37 km |                    |        |
| Plaats                                       | Naam               | Punten |
| Winnaar                                      | Stijn Devolder     | 6      |
| 2                                            | William Frischkorn | 4      |
| 3                                            | Bernhard Eisel     | 2      |

| Tussensprint Oraison na 145 km |                     |        |
| Plaats                         | Naam                | Punten |
| Winnaar                        | José Iván Gutiérrez | 6      |
| 2                              | William Bonnet      | 4      |
| 3                              | Bram Tankink        | 2      |

### Bergsprints
| Beklimming Côte de Mane na 128.5 km | Beklimming Côte de Mane na 128.5 km | Beklimming Côte de Mane na 128.5 km | 4e cat. 1.1 km à 4,6 % | 4e cat. 1.1 km à 4,6 % |
| Plaats                              | Naam                                | Naam                                | Punten                 |                        |
| Winnaar                             | José Iván Gutiérrez                 | José Iván Gutiérrez                 | 3                      |                        |
| 2                                   | Bram Tankink                        | Bram Tankink                        | 2                      |                        |
| 3                                   | Sandy Casar                         | Sandy Casar                         | 1                      |                        |

| Beklimming Col de L'Orme na 185 km | Beklimming Col de L'Orme na 185 km | Beklimming Col de L'Orme na 185 km | 4e cat. 2.4 km à 4.9 % | 4e cat. 2.4 km à 4.9 % |
| Plaats                             | Naam                               | Naam                               | Punten                 |                        |
| Winnaar                            | Roman Kreuziger                    | Roman Kreuziger                    | 3                      |                        |
| 2                                  | Bernhard Kohl                      | Bernhard Kohl                      | 2                      |                        |
| 3                                  | Andy Schleck                       | Andy Schleck                       | 1                      |                        |

## Uitslag
| rang | renner            | land          | ploeg                  | tijd       |
| ---- | ----------------- | ------------- | ---------------------- | ---------- |
| 1    | Óscar Freire      | Spanje        | Rabobank               | 4u 13' 08" |
| 2    | Leonardo Duque    | Colombia      | Cofidis                | z.t.       |
| 3    | Erik Zabel        | Duitsland     | Team Milram            | z.t.       |
| 4    | Julian Dean       | Nieuw-Zeeland | Team Garmin - Chipotle | z.t.       |
| 5    | Steven de Jongh   | Nederland     | Quick-Step             | z.t.       |
| 6    | Alessandro Ballan | Italië        | Lampre                 | z.t.       |
| 7    | Rubén Pérez       | Spanje        | Euskaltel-Euskadi      | z.t.       |
| 8    | Jérôme Pineau     | Frankrijk     | Bouygues Télécom       | z.t.       |
| 9    | Matteo Tosatto    | Italië        | Quick-Step             | z.t.       |
| 10   | Thor Hushovd      | Noorwegen     | Crédit Agricole        | z.t.       |

## Strijdlustigste renner
| renner              | land            | ploeg            |
| ------------------- | --------------- | ---------------- |
| José Iván Gutiérrez | Vlag van Spanje | Caisse d'Epargne |

## Algemeen klassement
| rang | renner                | land             | ploeg                  | tijd        |
| ---- | --------------------- | ---------------- | ---------------------- | ----------- |
|      | Cadel Evans           | Australië        | Silence-Lotto          | 59u 01' 55" |
| 2    | Fränk Schleck         | Luxemburg        | Team CSC - Saxo Bank   | op 1"       |
| 3    | Christian Vande Velde | Verenigde Staten | Team Garmin - Chipotle | op 38"      |
| 4    | Bernhard Kohl         | Oostenrijk       | Team Gerolsteiner      | op 46"      |
| 5    | Denis Mensjov         | Rusland          | Rabobank               | op 57"      |
| 6    | Carlos Sastre         | Spanje           | Team CSC - Saxo Bank   | op 1' 28"   |
| 7    | Kim Kirchen           | Luxemburg        | Team Columbia          | op 1' 56"   |
| 8    | Vladimir Jefimkin     | Rusland          | AG2R                   | op 2' 32"   |
| 9    | Mikel Astarloza       | Spanje           | Euskaltel-Euskadi      | op 3' 51"   |
| 10   | Vincenzo Nibali       | Italië           | Liquigas               | op 4' 18"   |

## Nevenklassementen

### Puntenklassement
| rang | renner       | land      | ploeg           | punten |
| ---- | ------------ | --------- | --------------- | ------ |
|      | Óscar Freire | Spanje    | Rabobank        | 219    |
| 2    | Thor Hushovd | Noorwegen | Crédit Agricole | 172    |
| 3    | Erik Zabel   | Duitsland | Team Milram     | 167    |

### Bergklassement
| rang | renner         | land       | ploeg              | punten |
| ---- | -------------- | ---------- | ------------------ | ------ |
|      | Sebastian Lang | Duitsland  | Team Gerolsteiner  | 60     |
| 2    | Bernhard Kohl  | Oostenrijk | Team Gerolsteiner  | 59     |
| 3    | Fränk Schleck  | Luxemburg  | Team CSC-Saxo Bank | 46     |

### Jongerenklassement
| rang | renner          | land     | ploeg    | tijd        |
| ---- | --------------- | -------- | -------- | ----------- |
|      | Vincenzo Nibali | Italië   | Liquigas | 59u 06' 13" |
| 2    | Maxime Monfort  | België   | Cofidis  | op 2' 49"   |
| 3    | Roman Kreuziger | Tsjechië | Liquigas | op 2' 53"   |

### Ploegenklassement
| rang | ploeg                | land       | tijd         |
| ---- | -------------------- | ---------- | ------------ |
|      | Team CSC - Saxo Bank | Denemarken | 176u 57' 55" |
| 2    | AG2R                 | Frankrijk  | op 4' 49"    |
| 3    | Team Gerolsteiner    | Duitsland  | op 15' 23"   |

1e etappe ·
2e etappe ·
3e etappe ·
4e etappe ·
5e etappe ·
6e etappe ·
7e etappe ·
8e etappe ·
9e etappe ·
10e etappe ·
11e etappe ·
12e etappe ·
13e etappe ·
14e etappe ·
15e etappe ·
16e etappe ·
17e etappe ·
18e etappe ·
19e etappe ·
20e etappe ·
21e etappe
Startlijst · Eindstanden · Afbeeldingen